# Крижанівський Віктор Володимирович
Крижані́вський Ві́ктор Володи́мирович (12 травня 1950, Заячівка, УРСР — 21 липня 2016, Київ, Україна) — український художник, професор кафедри дизайну Національної академії образотворчого мистецтва і архітектури, член Національної спілки художників України, доктор філософії образотворчого мистецтва Кінгстонського університету (США), учасник міських, республіканських та міжнародних виставок. Автор і виконавець культурологічного проекту науково-дослідного та практично-етнічного Центру «Вівтар Матері» ім. А.Малишка

## Біографія
Народився 12 травня 1950 р. в с. Заячівка, Волинської обл.
- У 1982 році закінчив Київський державний художній інститут.
- 1982 р. — викладач кафедри малюнка Київського державного художнього інституту.
- 1988 р. — член Національної спілки художників України.
- 2007 р. — доцент кафедри малюнка НАОМА (Національна академія образотворчого мистецтва і архітектури).
- 2007 р. — доктор філософії образотворчого мистецтва Кінгстонського університету.
- 11 березня 2013 р. в УНІАН Віктор Крижанівський виступив одним зі спікерів прес-конференції «Війна проти української історії та культури». Крижанівський В. В. разом з науковцями, вченими, митцями зробив заяву для ЗМІ щодо події, яка трапилася 22 лютого 2013 р. на Софіївській площі у Києві: зловмисники відрубали голову давньослов'янському кумиру Світовиду, який був частиною пам'ятного паркового комплексу, встановленого 1982 року на ознаменування 1500-ліття Києва. Художник Віктор Крижанівський наголосив: «Замість того, щоб додавати до прадавньої історичної пам'яті нові археологічні знахідки, у нас їх знищують… Той, хто сіє зло, — зло й отримає. Це відомо з історії.»[2]
- У 2015 р. взяв участь в програмі «Секретный фронт», телеканалу «ICTV», виступивши в підтримку автентичності «Велесової Книги».[3]

Протягом багатьох років Віктор Крижанівський — керівник Академічної дитячої студії образотворчого мистецтва. За 30 років творчої діяльності влаштував 20 персональних виставок. Його самобутні твори зберігаються в музеях України та в особистих колекціях поціновувачів мистецтва багатьох країн світу.

## Виставки
Персональні виставки:
- Ми — Слов'яни. (Музей історії України, Київ) — 1999р;
- Персональна виставка. — 1999 р.;
- Персональна виставка на науково-практичній конференції «Буття Українців» — 2005—2008 рр.;
- Світло Пращурів Наших (Український Дім, Київ) 14-30 травня — К., 2010р та ін.

За тридцять років творчої діяльності влаштував двадцять персональних виставок. Його самобутні твори зберігаються у музеях України та в особистих колекціях шанувальників мистецтва багатьох країн світу.

## Про автора
|                                                      | Віктор Крижанівський ніколи не підлаштовується під модні напрямки в мистецтві та не обирає визначені, дозволені і прибуткові теми і сюжети. Він намагається своїми непересічними роботами донести до людей власний виважений погляд мислителя, історика та митця на життя і багатопроявне розмаїття світу через художні образи і символи. Митець вважає, що кожен образ, кожна тема, кожна думка виражені в самобутніх образно-символічних постатях і сюжетах його робіт навіюють людям почуття причетності, гідності й поваги, замилування космічним, священним і світлим минулим нашого древнього, талановитого і могутнього народу. Його творчий шлях – це пошук форми, композиції, кольору і матеріалу, що допомагають виразити творчий дух і високу духовність, життєву експресію і легкий політ. Відчуття краси і поетичний талант дають йому силу доносити до людей лише добре, вічне, прекрасне і світле. Романтичне бачення і відтворення староруського міфу дало можливість Віктору Крижанівському досягти належного ступеню узагальнення, набути більшої свободи і розкутості формального вирішення своїх композицій, звівши конкретні зображення в значення образної метафори. Цим саме завданням підпорядковані зображувальні та декоративні можливості трудомісткої техніки кольорового офорту, якою митець володіє без перебільшення майстерно. Слід зауважити, що Віктор Крижанівський не обмежується “золотоносною” для себе міфологічною темою. В жанрових композиціях, пейзажах України, портретних творах знаходять своє образне відображення і події сьогодення. Інша справа, що у видовищно маловиграшних, на перший погляд, мотивах краєвидів, малопримітних окові організованих куточків Києва та інших міст, в яких випало бувати митцеві, незримо присутні улюблені художником персонажі та образи слов’янської міфології. Мета художника – виступати “за”, а не “проти”; не звинувачувати і не руйнувати, а творити і довершувати своє, воскрешати і повертати дивосвіт Оріїв-Русичів через поглиблене вивчення стародавніх Пам’яток і Літописів, сучасних неупереджених досліджень науки порівнюючи минуле свого народу з минулим інших, далеких і сусідніх народів, з їхньою культурою, вірою, мистецтвом, побутом і звичаями. Увесь набутий досвід і знання він намагається використовувати у своїй творчості. Віктор Крижанівський зумів втілити у життя одну зі своїх заповітних мрій – запалити Вогонь пращурів наших у місці “звідки Русь пішла”. Хочеться сподіватися: художньо-пізнавальне його Світло, разом з Вогнями, запаленими попередниками та колегами на наукових та мистецьких теренах, стане дороговказом на нашому довгому і такому непростому шляхові до своїх витоків, а значить і до самих себе. Недарма ж бо мудрі люди кажуть, що засвітла легше дістатися мети навіть якщо дорога важка і звивиста. |
| — Володимир МОГИЛЕВСЬКИЙ, кандидат мистецтвознавства | |

## Телепередачі про автора
- Телевізійний фільм «У просвітленному Колі Віктора Крижанівського» Київ, ТРК "Культура" 2008 р.).

## Друковані видання
- Альбом творчості Віктора Крижанівського «Світло Пращурів Наших». Видавництво «Схід-Захід», Київ, 2010 р.
- «У просвітленому Колі». Літературна збірка. Київ, 2005 р.
- «Миттєвості» Літературна збірка. Київ, 2006 р.
- «Осяяння» Літературна збірка. Київ, 2010 р.

## Загибель
21 липня 2016 року був знайдений у власній майстерні в Києві з ножовим пораненням, від якого невдовзі помер.

## Галерея

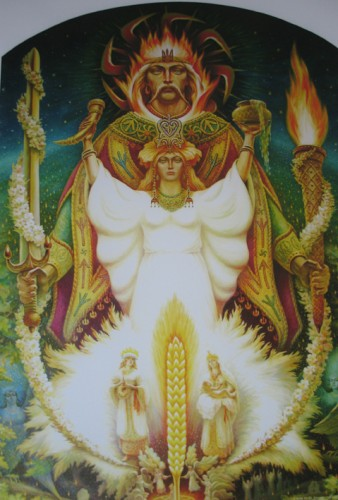
Розпис у храмі Силенкоїтів
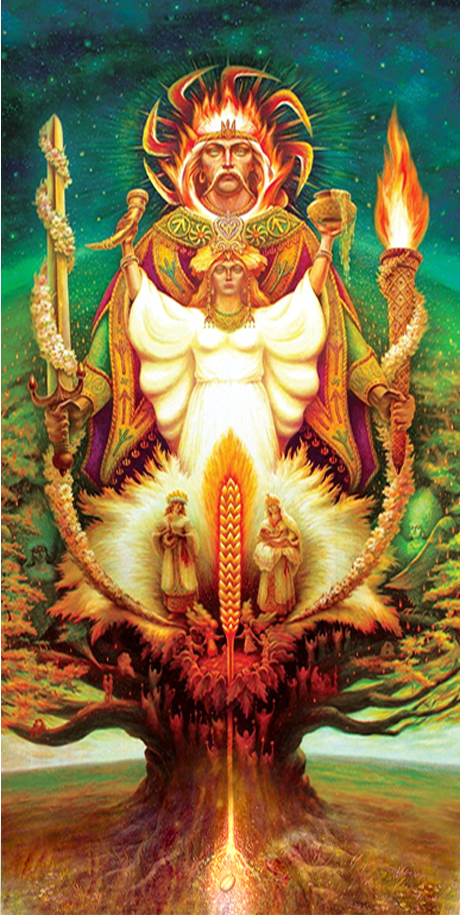
Символ Світового Дерева
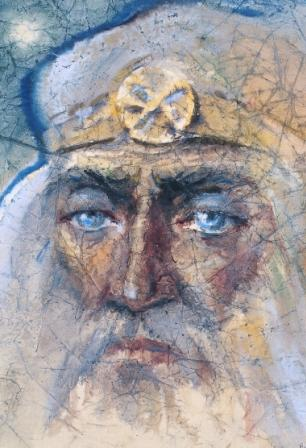
Силенкоїтське зображення Рода